# Class Struggle
Class Struggle (Urdu: طبقاتی جدوجہد) er en pakistansk trotskistisk organisation med en avis af samme navn. På engelsk refereres organisationen nogle gange blot som "The Struggle".
Således er Class Struggle en søsterorganisation til det danske Socialistisk Standpunkt.
Med sine tusindvis af medlemmer er Class Struggle en af de største trotskistiske organisationer i verden i dag. Organisationen er bredt kendt i Pakistan og har flere prominente medlemmer og sympatisører, heriblandt forfatter og journalist Lal Khan der bl.a. jævnligt medvirker i debatprogrammer hos flere pakistanske og mellemøstlige tv-stationer og jævnligt skriver for flere store aviser, heriblandt Daily Times. Malala Yousafzai, en 14-årig pakistansk pige og vinder af Pakistan National Peace Prize 2011, der i 2012 blev forsøgt myrdet af Taliban for at kæmper for pigers ret til at gå i skole, er en sympatisør med organisationen og talte ved Class Struggles sommerskole i Swat i 2012..
Class Struggle er en del af og udgør den revolutionære venstrefløj i det pakistanske parti PPP – Pakistan Peoples Party (Pakistans Folkeparti) der blev stiftet af Zulfikar Ali Bhutto og tidligere havde den myrdede Benazir Bhutto som leder.
Class Struggle havde tidligere et medlem af det pakistanske parlament for PPP og havde ved sidste valg 3 opstillede kandidater. Ingen af dem blev dog valgt, ifølge Class Struggle på grund af valgsvindel.
Class Struggle er hovedkraften i den store kampagne PTUDC – Pakistan Trade Union Defence Campaign (Kampagne til forsvar for de pakistanske fagforeninger).
Class Struggle har også været initiativ tagere til den pakistanske del af den internationale Hands Off Venezuela kampagne til forsvar for den venezuelanske revolution.